# M/T Hanibal Lucić
M/T Hanibal Lucić je trajekt za lokalne linije, u sastavu flote hrvatskog brodara Jadrolinije. Izgrađen je 1993. u Latviji, za potrebe latvijskog brodara. Tamo je do 1995. plovio pod imenom Pramis-7. Tada ga kupuje Jadrolinija i preimenuje u Hanibal Lucić. O tada pa do danas, Hanibal Lucić je plovio na mnoge linije u zadarskom, splitskom i dubrovačkom okružju. Održava liniju Dubrovnik - Koločep - Lopud - Suđurađ, 
Od 18. lipnja 2010. godine plovi na liniji Drvenik - Dominče (Korčula), gdje je zamijenio trajekt Dominče (Mediteranske plovidbe) koji je tijekom 2009. godine doživio havariju.
Hanibal Lucić kapaciteta je oko 360 putnika, te oko 35 automobila.

## Vanjske poveznice
|  | Zajednički poslužitelj ima još gradiva o temi M/T Hanibal Lucić |